# The Crimson Dove
The Crimson Dove er en amerikansk stumfilm fra 1917 af Romaine Fielding.

## Medvirkende
- Carlyle Blackwell som Brand Cameron.
- June Elvidge som Adrienne Durant.
- Marie La Varre som Faro Kate.
- Henry West som Jim Carewe.
- Edward Hoyt som Jonathan Gregg.